# Sant Mateu de Comardons
Sant Mateu de Comardons és una capella de la masia de Comardons, al municipi de Castellar de la Ribera (Solsonès), inclosa a l'Inventari del Patrimoni Arquitectònic de Catalunya.

## Situació
Comardons es troba al sector nord-oest del terme municipal, al límit del de Bassella. Està al nord de la serra de Comardons, una de les carenes que baixen pel marge dret de la Ribera Salada.

## Descripció

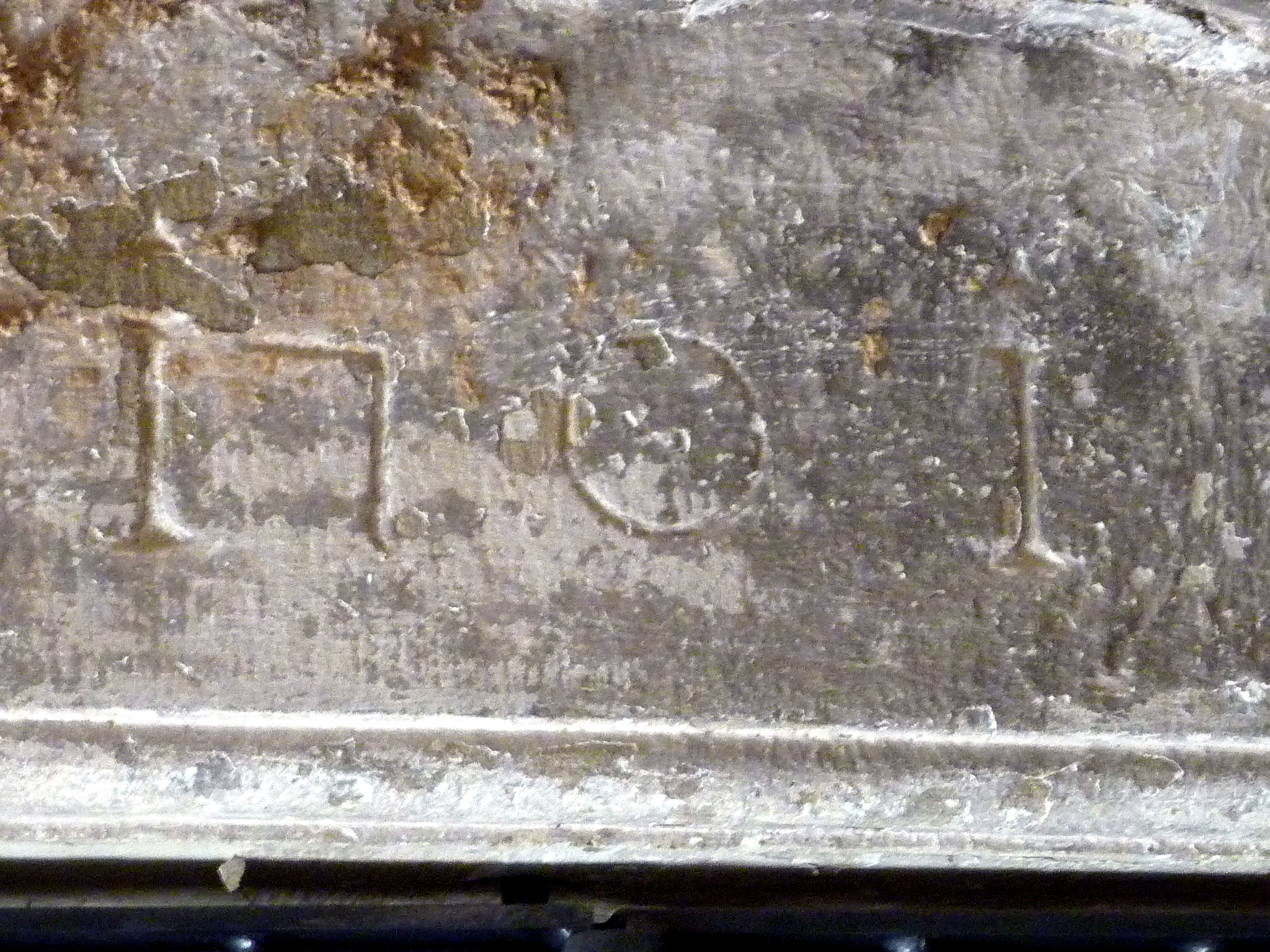
Llinda de la capella

Nau de planta rectangular, sense absis. La volta de canó de l'interior està feta amb llistons de fusta i guix i actualment, està en molt mal estat. Queden restes de la part inferior de l'altar barroc, restaurat l'any 1912, segons consta en un dels laterals. La paret que s'amagava darrere del retaule està molt malmesa i presenta un forat de grans dimensions.
La capella està adossada a la casa de Comardons, llinda del 1776 i presenta la particularitat que la porta d'accés d'aquesta, està sota el mateix porxo d'entrada que la porta d'accés de la masia.

## Per anar-hi
- Pista a Comardons